# 仙川平和公園
仙川平和公園（せんかわへいわこうえん）は、東京都三鷹市新川にある市立の都市公園である。

## 概要
三鷹市内を流れる仙川を挟んで南北に広がる、面積約11,000平方メートルの公園である。園内には、長崎の平和祈念像を原型とする「平和の像」をはじめ、戦災の記憶を伝えるプラタナスの木やアンネ・フランクゆかりのバラなど、平和に関連する多くのモニュメントが設置されている。市民の憩いの場であると同時に、平和への思いを発信する拠点となっている。

## 沿革
- 1989年（平成元年） - 「仙川公園」として開園。同年11月、みたか百周年記念事業の一環として、市民からの寄付金をもとに「平和の像」が建立された。
- 1991年（平成3年）11月 - 新川交差点付近にあった、戦災で焼けたプラタナスの木が園内に移植される。
- 2020年（令和2年）7月30日 - 戦後75年の節目を機に、平和への願いを次世代に継承するため、公園の名称を「仙川公園」から「仙川平和公園」に改称した。

## 主な施設・モニュメント
- 平和の像
彫刻家の北村西望が制作した長崎市の平和祈念像を原型とする像。みたか百周年を記念して市民の寄付により建立された。
- アンネ・フランクのバラ
第二次世界大戦中、アンネ・フランクが隠れ家で見ていたとされるバラの子孫。
- プラタナスの木
1945年（昭和20年）の空襲で被災した2本のプラタナスの木。当初は新川交差点近くにあったが、1991年に移植された。
- ヨハン・ガルトゥング記念樹
1990年（平成2年）に開催された「ヨハン・ガルトゥング平和フォーラム」を記念し、平和学者のヨハン・ガルトゥング博士自身が植樹した桜。
- 水景施設（せせらぎ）
公園の北側には、地下水を汲み上げて作られたせせらぎがある。

## 自然
桜の名所として知られており、川沿いのソメイヨシノのほか、シダレザクラ、ウコンザクラ、カンザンなど多様な品種の桜が植えられている。このため、ソメイヨシノの時期が終わった後も花見を楽しむことができる。